# Calomnion milleri
Calomnion milleri là một loài rêu trong họ Calomniaceae. Loài này được Vitt mô tả khoa học đầu tiên năm 1991.